# Coleostephus myconis
Coleostephus myconis é uma espécie de planta com flor pertencente à família Asteraceae. 
A autoridade científica da espécie é (L.) Rchb.f., tendo sido publicada em Icon. Fl. Germ. Helv. (H.G.L. Reichenbach) 16: 49. 1853.
Os seus nomes comuns são olhos-de-boi, pampilho ou pampilho-de-micão.

## Portugal
Trata-se de uma espécie presente no território português, nomeadamente em Portugal Continental, no Arquipélago dos Açores e no Arquipélago da Madeira.
Em termos de naturalidade é nativa de Portugal Continental e introduzida nos Arquipélago dos Açores e da Madeira.

## Protecção
Não se encontra protegida por legislação portuguesa ou da Comunidade Europeia.